# Alois Mosser

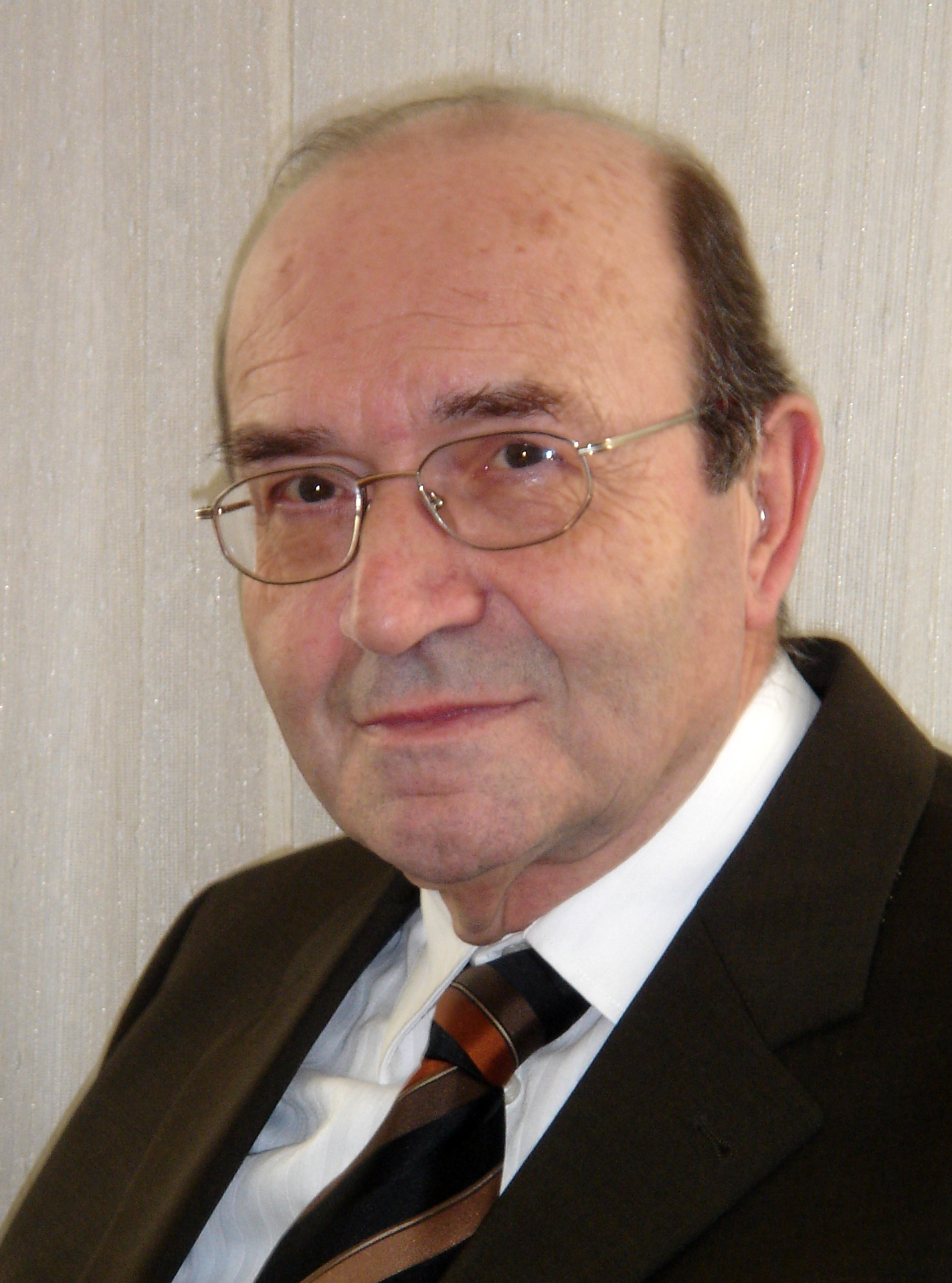
Alois Mosser (2007)

Alois Mosser (* 11. Mai 1937 in Laakirchen, Oberösterreich; † 22. April 2022) war ein österreichischer Historiker. Er lehrte als Professor der Wirtschaftsuniversität Wien und war ehemaliger Vorstand des Instituts für Wirtschafts- und Sozialgeschichte der Universität Wien. Er war ab 1962 Mitglied des Instituts für Österreichische Geschichtsforschung der Universität Wien.

## Leben
Mosser besuchte das Bischöflichen Lehrerseminars in Linz von 1952 bis 1957 und erwarb das Lehramt an Volksschulen. 1957 inskribierte er in den Fächern Germanistik und Geschichte an der Universität Wien. Von 1960 bis 1962 absolvierte er den Kurs des Instituts für Österreichische Geschichtsforschung mit Staatsprüfung. 1962 wurde er als Wissenschaftliche Hilfskraft am Institut für Wirtschafts- und Sozialgeschichte der Universität Wien angestellt. Im Jahr 1965 promovierte Alois Mosser zum Doktor der Philosophie und übernahm die Stellung eines Universitätsassistenten am genannten Institut.
Ab 1969 hielt er Lehraufträge zu Problemen der industriellen Entwicklung und des Wirtschaftswachstums. Im Jahr 1976 habilitierte er sich und bekam die Erteilung der Lehrbefugnis als Dozent für Wirtschafts- und Sozialgeschichte. 1977 wurde ihm der Kardinal-Innitzer-Förderungspreis für Geisteswissenschaften zuerkannt.
Ab 1979 hielt Mosser Lehrveranstaltungen an der Wirtschaftsuniversität Wien mit verschiedenen Fachvertretern der systematischen Sozialwissenschaften. 1982 wurde seine Venia auf Nationalökonomie erweitert. 1983 wurde er zum Außerordentlichen Universitätsprofessor für Wirtschafts- und Sozialgeschichte der Universität Wien ernannt. Die Berufung als Ordinarius für Wirtschaftsgeschichte an die Wirtschaftsuniversität Wien erfolgte 1988, wo er 2003 emeritierte.
Mosser starb im April 2022.

## Mitgliedschaften
- 1965: „Bibliographia historiae rerum internationalis“
- 1977: Leitung des „Vereins der wissenschaftlichen Forschung auf dem Gebiete der Unternehmerbiographie und Firmengeschichte“, ab 1992 Vorsitzender der „Österreichischen Gesellschaft für Unternehmensgeschichte“
- 1971–2007: Herausgeber der „Veröffentlichungen der Österreichischen Gesellschaft für Unternehmensgeschichte“ (24 Publikationen). Ab 2008 Mitherausgeber mit Peter Eigner und Andreas Resch

- 1987–2003: Tätigkeit als Gutachter verschiedener Förderungseinrichtungen (BM für Wissenschaft und Forschung, Österreichische Nationalbank, Fonds zur Förderung der wissenschaftlichen Forschung)
- 1993: Mitarbeit bei PRO ORIENTE, zuständig für den Bereich „Projekte“
- 1994: Mitglied des Vorstandes der Stiftung PRO ORIENTE (Wien)
- 1995: Vorsitzender der „Gesellschaft zur wissenschaftlichen Erforschung der ökumenischen Beziehungen“ der Stiftung PRO ORIENTE (Wien)
- 1996: Gründung und Leitung der „Kommission für südosteuropäische Geschichte“ von PRO ORIENTE (Wien)
- 1997: Gründung (gem. mit Alice Teichová und Richard Tilly) von „Geld und Kapital“ und Herausgabe des „Jahrbuches der Gesellschaft für mitteleuropäische Banken- und Sparkassengeschichte“ (Stuttgart: Steiner)
- 2001–2016: Herausgabe der „Schriftenreihe der Kommission für südosteuropäische Geschichte“ (Peter Lang, Frankfurt/Main)
- 2010–2017: Vorstandsmitglied der Stiftung PRO ORIENTE (Wien)

## Schriften
Herausgeber wissenschaftlicher Reihen
- Veröffentlichungen der Österreichischen Gesellschaft für Unternehmensgeschichte, Wien 1971 – 2007 (24 Publikationen).
- Schriftenreihe der Kommission für südosteuropäische Geschichte, Frankfurt/Main 2001 – 2016 (6 Bände).

- mit Peter Eigner und Andreas Resch: Veröffentlichungen der Österreichischen Gesellschaft für Unternehmensgeschichte. Wien 2008–2013.
- mit Alice Teichova und Richard Tilly: Geld und Kapital. Jahrbuch der Gesellschaft für mitteleuropäische Banken- und Sparkassengeschichte. Stuttgart 1997 ff.

Herausgeberschaften
- Industrialisierung und sozialer Wandel. Beiträge zur historischen Sozialkunde, Heft 4 (1975).
- Der Unternehmer und die Geschichte. Festschrift für Alois Brusatti (= Veröffentlichung des Vereines der wissenschaftlichen Forschung auf dem Gebiete der Unternehmerbiographie und Firmengeschichte 8), Wien 1979.
- Alfred Hoffmann, Studien und Essays; Band 1, Staat und Wirtschaft im Wandel der Zeit. Wien 1979; Band 2, Österreich und das Land ob der Enns, Wien 1980.
- Landwirtschaft und Raiffeisen. Geschichte, Strukturen, Institutionen. (= Veröffentlichungen des Vereines der wissenschaftlichen Forschung auf dem Gebiete der Unternehmerbiographie und Firmengeschichte 12). Wien 1986.
- mit Herwig Palme, Horst Pfeiffle und Hanns Pichler: Die Wirtschaftsuniversität Wien. Bildung – Perspektiven – Herausforderungen. Ueberreuter, Wien 1998.
- Gottes auserwählte Völker̒. Erwählungsvorstellungen und kollektive Selbstfindung in der Geschichte. Peter Lang GmbH, Frankfurt am Main 2001.
- mit Andreas Moritsch: Den Anderen im Blick. Stereotype im ehemaligen Jugoslawien. Peter Lang GmbH, Frankfurt am Main 2002.
- Politische Kultur in Südosteuropa. Identitäten, Loyalitäten, Solidaritäten. Peter Lang GmbH, Frankfurt am Main 2006.

Monographien
- Die literarische Tätigkeit im Kloster Mondsee von 1400 bis 1500. Institutsarbeit, Wien 1962.
- Beiträge zur Geschichte der Grundherrschaft in Oberösterreich unter besonderer Berücksichtigung der Herrschaft Ort am Traunsee. Dissertation, Wien 1964.
- Ein Jahrtausend kirchliches Leben in Traismauer. Publikation zur gleichnamigen Ausstellung. Traismauer 1977.
- Die Industrieaktiengesellschaft in Österreich 1880–1913. Versuch einer historischen Bilanz- und Betriebsanalyse; Studien zur Geschichte der österreichisch-ungarischen Monarchie (1848–1916). Hrsg. von der Österreichischen Akademie der Wissenschaften, Wien 1980, ISBN 3-7001-0338-7.
- 75 Jahre Interessenvertretung der Fahrzeugindustrie Österreichs. Wien 1982.
- mit Roland Löffler: 75 Jahre Verband Zentralheizungs- und Lüftungsbau. Hrsg. vom gleichnamigen Verband im Fachverband der Maschinen- und Stahlbauindustrie, Wien s. a.
- mit Marita Roloff: Wiener Allianz 1860. Hrsg. von der Wiener Allianz Versicherungs-Aktiengesellschaft, Wien 1991, ISBN 3-9500114-1-2.
- mit Evelyn Dawid: Spondeo. Die Absolventen der k.k. Exportakademie, der Hochschule für Welthandel und der Wirtschaftsuniversität Wien. Ueberreuter 2000.
- mit Gerhard Bruner: Autoland Österreich. 100 Jahre Interessenvertretung der Österreichischen Fahrzeugindustrie. Hrsg. vom Fachverband der Fahrzeugindustrie Österreichs, Wien 2007.
- Pittel+Brausewetter. 150 Jahre Industriebau als Industriekultur (1870–2020). Hrsg. von Pittel+Brausewetter Holding GmbH, LIT. Wien 2020.